# Шість кращих погребів (фільм, 1920)
Шість кращих погребів (англ. The Six Best Cellars) — американська кінокомедія режисера Дональда Кріспа 1920 року.

## У ролях
- Брайант Вошберн — Генрі Карпентер
- Ванда Говлі — Міллісент Карпентер
- Кларенс Бертон — Ед Гаммонд
- Ельза Лорімер — місіс Гаммонд
- Жозефін Кроуелл — місіс Тік
- Фредерік Врум — місіс Тік
- Джейн Вульф — Вірджинія Джаспер
- Річард Вейн — Г. Стертевант Йорданія
- Джулія Фей — місіс Джордан
- Говард Гайє — Томмі Блер
- Зелма Майя — місіс Блер
- Дж. Паркер МакКоннелл — Гарріс
- Рут Ешбі — місіс Гарріс
- Аллен Коннор — Макалістер
- Лорі Ларсон — місіс Макалістер
- Кларенс Гелдарт — доктор Дівайн